# Caffrowithius
Caffrowithius es un género de pseudoescorpiones de la familia Chernetidae. En 1932 Beier describió el género. Esta es la lista de especies que lo componen:
- Caffrowithius aequatorialis
- Caffrowithius aethiopicus
- Caffrowithius bergeri
- Caffrowithius bicolor
- Caffrowithius biseriatus
- Caffrowithius caffer
- Caffrowithius calvus
- Caffrowithius concinnus
- Caffrowithius elgonensis
- Caffrowithius excellens
- Caffrowithius exiguus
- Caffrowithius facetus
- Caffrowithius garambae
- Caffrowithius hanangensis
- Caffrowithius harperi
- Caffrowithius lucifugus
- Caffrowithius meruensis
- Caffrowithius natalensis
- Caffrowithius natalicus
- Caffrowithius planicola
- Caffrowithius procerus
- Caffrowithius pusillimus
- Caffrowithius rusticus
- Caffrowithius simplex
- Caffrowithius subfoliosus
- Caffrowithius uncinatus